# Rabuco
Rabuco es un pueblo de la Comuna de Hijuelas, dentro de la Provincia de Quillota, perteneciente de la Región de Valparaíso. Se encuentra a 6 km de Hijuelas (La ciudad más cercana) y a 2 km de Ocoa, es orillada por el Río Aconcagua, y conectada por la Ruta F-300 y Ruta 5, según el Instituto Nacional de Estadísticas de 2019, cuenta con una población de 2.314 habitantes. 

## Historia

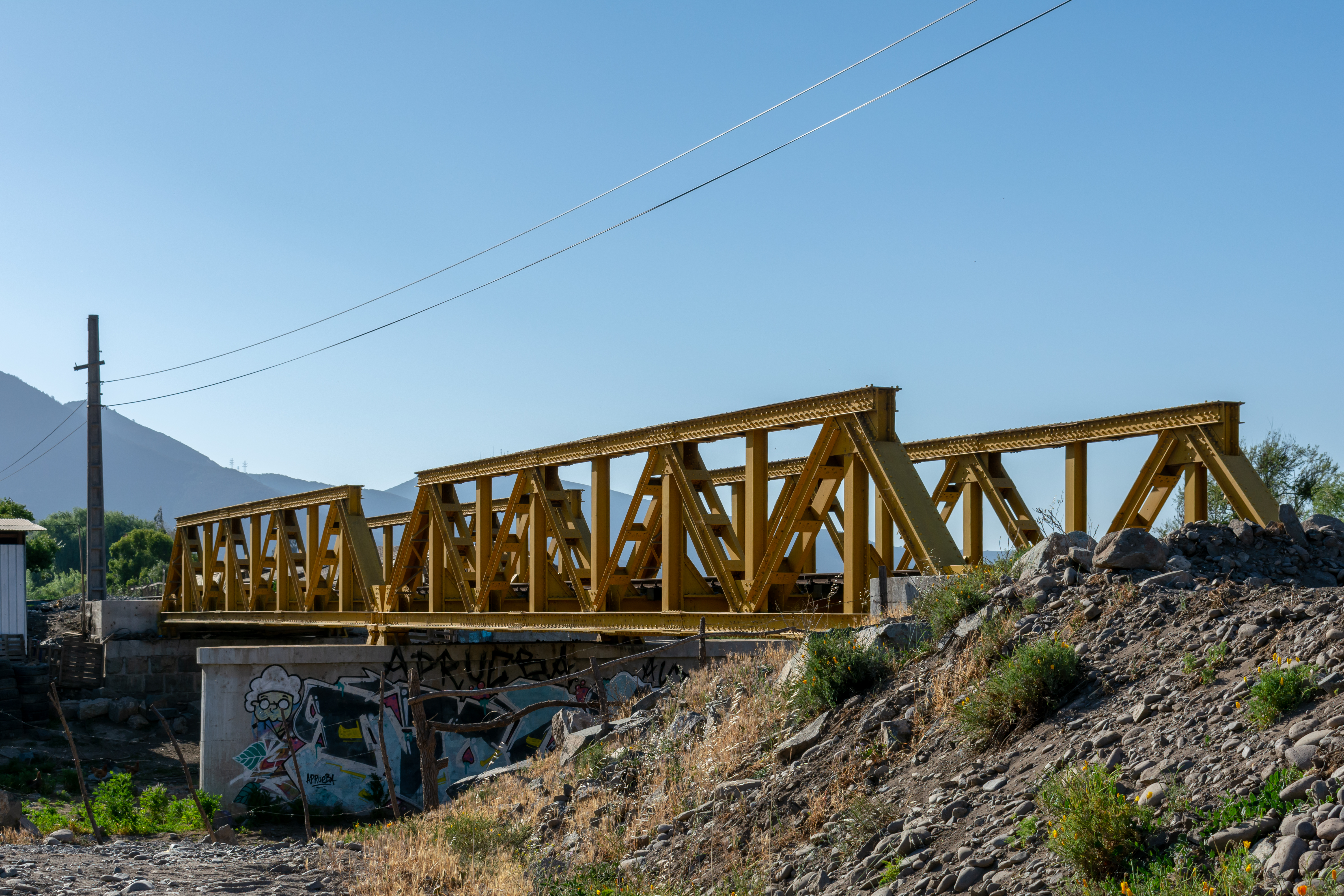
Puente Rabuco

Rabuco en un principio, fue un sector poblacional pequeño en forma de caserío establecido en los alrededores de Ocoa y Hijuelas por los Jesuitas dentro del siglo XIX, con fines de agricultura y ganadería, al igual que su localidad vecina Ocoa. nació dentro de la compra de distintos sectores dentro de la hacienda de Ocoa, entre ellos la compra de Los Maitenes, Villla Prat, Vista Hermosa, Cajón de las Palmas y Rabuco, que, la última hacienda fue comprada por Juan Morandé. se preve que su nombre podría significar de las palabras nativas; "Ragh" (greda) y "Navuco" (manantial), Rabuco en sus primeros años destacaba en su paisaje húmedo y "ameno".
- Datos: Q127179205